# Lina Radke
Karoline (Lina) Radke-Batschauer (Baden-Baden, 18 oktober 1903 - Karlsruhe, 14 februari 1983) was een Duitse atlete. Ze was de eerste olympisch kampioene op de 800 m.
Radke begon met atletiek in een tijdperk waarin dit voor vrouwen nog niet geaccepteerd was. Sporten zoals hardlopen werden beschouwd als te inspannend voor een vrouw. Deze visie werd door velen onderschreven, onder wie wedstrijdofficials.

## Eerste officiële wereldrecord
Ze werd getraind door de man met wie zij in 1927 in het huwelijk trad, Georg Radke. Lina Radke was een van de pioniers op het gebied van vrouwenatletiek midden jaren twintig van de twintigste eeuw. Vrouwenwedstrijden werden niet regelmatig gehouden, maar Radke won desondanks toch enkele regionale en nationale titels. Ze specialiseerde zich aanvankelijk op de 1000 m, waarin zij voor het eerst Duits kampioene werd in 1926. Later stapte ze over op de 800 m, omdat deze afstand op de Olympische Spelen van 1928 gelopen werd. Het winnen van de eerste olympische titel op dit nummer was het hoogtepunt van Radke's carrière. Ook liep ze op dat evenement het eerste officiële wereldrecord op de 800 m van 2.16,8 minuten. Dit record hield stand tot 1944.
Vooral dankzij de inspanningen van de Franse 'feministe' Alice Milliat, die in 1921 de ‘Féderation Sportive Féminine Internationale’ oprichtte, stonden er in 1928 in Amsterdam voor het eerst atletieknummers voor vrouwen op het programma. Het was overigens klein met vijf onderdelen: 100, 800 en 4 x 100 m, hoogspringen en discuswerpen en leidde tot veel negatief commentaar in de pers. Zo publiceerde een Zweedse krant een foto van een trainende atlete met het onderschrift: ‘Eva träner för A’dam’ (Eva traint voor A’dam).

## 'Grienend zwikje'
Overigens was de 800 m in Amsterdam de oorzaak van een controverse, die tot gevolg had dat alle afstanden van meer dan 200 m tot in 1960 uit de Spelen verbannen werden. Enkele loopsters, onder aanvoering van de Japanse zilverenmedaillewinnares Kinue Hitomi, wierpen zich achter de eindstreep op het gras en eisten medische hulp. Een aantal IOC-leden – de meeste van hen oudere mannen – zagen hierin een bevestiging van hun vooroordelen tegen vrouwensport. De Telegraaf gaf als commentaar: ‘Alleen de winster Frau Radke leek nog tamelijk fit, ook de Japanse, die tweede werd. De rest duizelde, voor zoover niet volkomen buiten kennis, zwaaiend en tollend van uitputting over de eindstreep. Het heele stel had tien minuten nodig om weer op adem te komen, waarop het grienend zwikje met uitzondering van de winster elkander melodramatisch de schouders omvattend uit het gezichtsveld verdween. Laat dit de laatste maal zijn, Heeren voorbereiders van Olympiades.’ De dames leden echter niet zozeer aan uitputtingsverschijnselen, maar lieten eerder op deze wijze hun gevoelens over hun verlies de vrije loop. Hoe dan ook: de nieuwe voorzitter van het IOC, de Belgische graaf Henri de Baillet-Latour, was er voorstander van om alle vrouwenwedstrijden te elimineren. Zijn verzoek om vrouwelijke deelname te beperken tot turnen, zwemmen, tennis en schaatsen, vond echter geen meerderheid in het Olympisch Congres van 1930 in Berlijn. De 800 m bleef geschrapt, wat voor Lina Radke-Batschauer het einde van de Olympische Spelen betekende.

## Verloren medaille na elf jaar terecht
Nochtans bleef zij trouw aan de middellange afstand. In 1930 liep Lina Radke nogmaals een wereldrecord, dit keer op de 1000 m: 3.06,6 minuten. Haar sportcarrière zou duren tot en met de Wereldspelen voor vrouwen in 1934. Haar olympische gouden medaille, die haar in 1928 aan het eind van de Spelen in Amsterdam door Koningin Wilhelmina was overhandigd, verloor ze echter op een van de laatste oorlogsdagen in 1945 in een schuilkelder in Breslau. Elf jaar later kwam haar (gestolen?) medaille boven water. Het NOC van de DDR zorgde ervoor dat ze haar trofee terugkreeg.
Radke stierf op 79-jarige leeftijd in Karlsruhe, de stad waar ze ook is opgegroeid.

## Titels
- Olympisch kampioene 800 m - 1928
- Duits kampioene 1000 m - 1926

## Persoonlijk record
| Onderdeel | Prestatie      | Datum           | Plaats    |
| --------- | -------------- | --------------- | --------- |
| 800 m     | 2.16,8 (ex-WR) | 2 augustus 1928 | Amsterdam |

## Palmares

### 800 m
- 1928:  OS - 2.16,8

1928: Lina Radke ·
1960: Ljoedmila Sjevtsova ·
1964: Ann Packer ·
1968: Madeline Manning ·
1972: Hildegard Falck ·
1976: Tatjana Kazankina ·
1980: Nadezjda Olizarenko ·
1984: Doina Melinte ·
1988: Sigrun Wodars ·
1992: Ellen van Langen ·
1996: Svetlana Masterkova ·
2000: Maria Mutola ·
2004: Kelly Holmes ·
2008: Pamela Jelimo ·
2012: Caster Semenya ·
2016: Caster Semenya ·
2020: Athing Mu ·
2024: Keely Hodgkinson
- Gemeinsame Normdatei: 139088237
- Virtual International Authority File: 100397946